# Paulus diakónus
Paulus diakónus (latinosan Paulus Diaconus, 725 körül – 799. április 23.?) latin nyelven író középkori longobárd származású szerzetes. Születési neve szerint Paulus Warnefridus.

## Életútja
Észak-Itáliában született a 730-as évek környékén. Családjuk (Warnefrid fara) nem tartozott a legelőkelőbbek közé, de régi harcos múltra tekintett vissza. 745-ben Ratchis longobárd király udvarába került (Páviába) ahol jelentős tudást sajátított el. Megtanult latinul, görögül, héberül, és otthonosan mozgott a szépművészetek világában. 747-ben Ratchis kolostorba vonult (Monte Cassino), és követte őt Paulus is.

## Művei
- A longobardok története
- Historia Romana (Eutropius Breviarium ab urbe condita című munkájának folytatása 533-ig.)
- Paulus diakónus műve a zenetörténet egyik legfontosabb szövege, az Ut queant laxis c. Keresztelő Szent János-himnusz, amelyet Arezzói Guidó megzenésítésével együtt a szolmizációs nevek eredeteként tartunk számon.

## Magyarul
- Pál Diákon himnusza a Tenger Csillagához In: Babits Mihály: Amor Sanctus – A középkor latin himnuszai, Magyar Szemle Társaság, Budapest, 1933, 80–84. o.
- Himnuszok In: Sík Sándor: Himnuszok könyve, Szent István Társulat, Budapest, 1943, 203–207. o.
- A longobardok története = Historia Langobardorum; ford., jegyz. Gombos F. Albin; Brassó : Brassói Lapok Ny., 1901. 296 p. – Online formában a MEK oldalán.
- A langobardok története; Gombos F. Albin ford. nyomán közread. Galamb György; L'Harmattan, Bp., 2012 (Mediaevalia)

## Egyéb
- Adamik Tamás: Latin irodalom a Karoling-korban: 8–9. század. Budapest: Kalligram. 2017.  ISBN 978-963-468-001-7